# Yoshimune Tokugawa
Yoshimune Tokugawa (japanski:Tokugawa Yoshimune) (27. studenog 1684. – 12. srpnja 1751.), bio je osmi šogun otkad je Tokugawa Ieyasu uspostavio šogunat Tokugawa.
Rodio se u bogatoj obitelji u provinciji Kii.Nitko iz njegove obitelji nije prije imao titulu šoguna, jer je njegova obitelj potjecala iz sporedne grane klana Tokugawa, iz kojih se šogun birao samo ako trenutni ili pokojni šogun nije imao muškog nasljednika.
Njegov pradjed bio je Tokugawa Ieyasu, tako da je Yoshimune bio sposoban upravitelj, a kasnije i državnik.
Rodio se kao Tokugawa Genroku, ali je nakon obreda inicijacije u 21. godini uzeo ime Tokugawa Shinnosune, a kasnije je postavljen za upravitelja provincije Kii pod imenom Tokugawa Yorikata.
Otac i dva starija brata naglo su mu umrla, pa je upravljao provincijom oslanjajući se na upravu iz Eda(Tokio) i prisutne savjetnike.
Njegova provincija je bila bogata, ali ujedno i prezadužena, što je on nakon dolaska na vlast pokušao promijeniti.
Nakon što je sin šoguna Tsunayoshija umro bez muških nasljednika u sedmoj godini, počela je potraga za njegovim nasljednikom. Izbor je pao na Yoshimunea, što se pokazalo kao sjajna odluka. Yoshimune je na vlasti proveo skoro 30 godina, tijekom kojih je učinio mnogo dobrih i pozitivnih stvari, pa se dan danas smatra najboljim šogunom iz dinastije Tokugawa.
Iako su strane knjige u Japanu bile zabranjene od 1640. godine, Yoshimune je liberalizirao ta pravila i zakone, pa se dogodio priljev stranih knjiga koje su prevođene na japanski.To se dogodilo oko 1720. godine.Uveo je zapadnjačku tehnologiju, i stvorio rangaku, tj. zapadnjačke studije. Dao je naredbu da se sastavi zbirka zakona kako bi ih suci mogli bolje razumjeti.
Imao je tri sina, a s vlasti se povukao 1745.godine, predavši titulu šoguna najstarijem sinu.
Umro je 1751. godine.